# NFL 1969
Die NFL-Saison 1969 war die 50. Saison im American Football in der NFL, der damals, zusammen mit der American Football League, höchsten Football-Liga der Vereinigten Staaten. Die reguläre Saison begann am 21. September 1969 und endete exakt drei Monate später, am 21. Dezember 1969.
Die Minnesota Vikings besiegten im NFL Championship Game die Cleveland Browns und holten sich ihren bislang einzigen Titel. 
Der Super Bowl IV fand am 11. Januar 1970 statt. Das American-Football-League-Team Kansas City Chiefs besiegte die Minnesota Vikings mit 27:7.

## Reguläre Saison
| Coastal Division    | Coastal Division | Coastal Division | Coastal Division | Coastal Division | Coastal Division | Coastal Division |
| Team                | S                | N                | U                | SQ 1             | P+               | P−               |
| ------------------- | ---------------- | ---------------- | ---------------- | ---------------- | ---------------- | ---------------- |
| Los Angeles Rams    | 11               | 3                | 0                | 0,786            | 320              | 243              |
| Baltimore Colts     | 8                | 5                | 1                | 0,615            | 279              | 268              |
| Atlanta Falcons     | 6                | 8                | 0                | 0,429            | 276              | 268              |
| San Francisco 49ers | 4                | 8                | 2                | 0,333            | 277              | 319              |

| Capitol Division    | Capitol Division | Capitol Division | Capitol Division | Capitol Division | Capitol Division | Capitol Division |
| Team                | S                | N                | U                | SQ 1             | P+               | P−               |
| ------------------- | ---------------- | ---------------- | ---------------- | ---------------- | ---------------- | ---------------- |
| Dallas Cowboys      | 11               | 2                | 1                | 0,846            | 369              | 223              |
| Washington Redskins | 7                | 5                | 2                | 0,583            | 307              | 319              |
| New Orleans Saints  | 5                | 9                | 0                | 0,357            | 311              | 393              |
| Philadelphia Eagles | 4                | 9                | 1                | 0,308            | 279              | 377              |

| Central Division  | Central Division | Central Division | Central Division | Central Division | Central Division | Central Division |
| Team              | S                | N                | U                | SQ 1             | P+               | P−               |
| ----------------- | ---------------- | ---------------- | ---------------- | ---------------- | ---------------- | ---------------- |
| Minnesota Vikings | 12               | 2                | 0                | 0,857            | 379              | 133              |
| Detroit Lions     | 9                | 4                | 1                | 0,692            | 259              | 188              |
| Green Bay Packers | 8                | 6                | 0                | 0,571            | 269              | 221              |
| Chicago Bears     | 1                | 13               | 0                | 0,071            | 210              | 339              |

| Century Division    | Century Division | Century Division | Century Division | Century Division | Century Division | Century Division |
| Team                | S                | N                | U                | SQ 1             | P+               | P−               |
| ------------------- | ---------------- | ---------------- | ---------------- | ---------------- | ---------------- | ---------------- |
| Cleveland Browns    | 10               | 3                | 1                | 0,769            | 351              | 300              |
| New York Giants     | 6                | 8                | 0                | 0,429            | 264              | 298              |
| St. Louis Cardinals | 4                | 9                | 1                | 0,308            | 314              | 389              |
| Pittsburgh Steelers | 1                | 13               | 0                | 0,071            | 218              | 404              |

 Western Conference 0
 Eastern Conference 0
 Divisionssieger

Quelle: pro-football-reference.com

## Play-offs
Die Play-offs fanden vom 28. Dezember 1969 bis zum 4. Januar 1970 statt.  Dabei traten die Sieger der vier Divisionen gegeneinander an.  In den Conference Championship Games schlugen die Cleveland Browns die Dallas Cowboys und sicherten sich den Titel in der Eastern Conference. In der Western Conference setzten sich die Minnesota Vikings mit 23:20 gegen die Los Angeles Rams durch, nachdem sie zur Halbzeit noch mit 7:17 zurücklagen.  Am 4. Januar traten im NFL Championship Game die beiden Conference-Sieger gegeneinander an.  Die Partie entschieden die Vikings deutlich für sich und kürten sich damit zum NFL-Champion der laufenden Saison.  Für die Browns war es die zweite Finalniederlage in Folge.
|  | Conference Championship Games | Conference Championship Games | Conference Championship Games |   |                   | NFL Championship Game | NFL Championship Game | NFL Championship Game |
|  |                               |                               |                               |   |                   |                       |                       |                       |
|  |                               | Minnesota Vikings             | 23                            |   |                   |                       |                       |                       |
|  |                               | Los Angeles Rams              | 20                            |   |                   |                       |                       |                       |
|  |                               | Los Angeles Rams              | 20                            | W | Minnesota Vikings | 27                    |                       |                       |
|  |                               |                               |                               | W | Minnesota Vikings | 27                    |                       |                       |
|  |                               | E                             | Cleveland Browns              | 7 |                   |                       |                       |                       |
|  |                               | E                             | Cleveland Browns              | 7 | Dallas Cowboys    | 14                    |                       |                       |
|  |                               |                               |                               |   | Dallas Cowboys    | 14                    |                       |                       |
|  |                               | Cleveland Browns              | 38                            |   |                   |                       |                       |                       |

## Super Bowl IV
Der Super Bowl IV, die vierte Ausgabe des Turniers, fand am 11. Januar 1970 im Tulane Stadium in New Orleans, Louisiana statt. Die NFL-Champions, die Mannschaft der Minnesota Vikings, trat gegen den Sieger der American Football League, den Kansas City Chiefs, an. Die Kansas City Chiefs besiegten die Vikings mit 23:7, zum Super Bowl MVP wurde Len Dawson gewählt.

## Pro Bowl
Der Pro Bowl wurde am 18. Januar 1970 im Los Angeles Memorial Coliseum zwischen der Eastern und der Western Conference ausgetragen. Das Team der Western Conference gewann mit 16:13. Zu den Pro Bowl-MVPs wurden Back Gale Sayers und Lineman George Andire gewählt.